# Виткупова
Виткупова (латыш. Vitkupova) — населённый пункт в Лудзенском крае Латвии. Входит в состав Пуренской волости. Находится на левом берегу реки Кивдолицы (приток Иснауды). Расстояние до города Лудза составляет около 12 км. По данным на 2017 год, в населённом пункте проживало 16 человек.

## История
В советское время до 1984 года населённый пункт был центром Пуреньского сельсовета Лудзенского района. В селе располагалась центральная усадьба колхоза «Заря».